# علم نفس (تصوف)
هناك ثلاث أفكار رئيسية في علم النفس الصوفي الإسلامي، والتي هي النفس (الذات، الأنا أو النفسية)، والقلب والروح. أصل هذه المصطلحات وأساسها هو قرآني وقد تم شرحها على مدار قرون من التفسيرات الصوفية.

## نظرة عامة
تعتبر الصوفية عن وجود تراتبية أدناها النفس ثم القلب وأعلاها الروح. تشكل هذه الثلاثية أساس أنظمة أكثر تعقيدًا تم العثور عليه في وقت مبكر من التفسير القرآني لجعفر الصادق. وهو يرى أن النفس هي الطاغية عند الظالم، والقلب هي الطاغية عند المقتصد، والروح هي الطاغية عند السابق. فالظالم يحب الله لمصلحته، والمقتصد يحبه لأنه الله، والسابق يفني إرادته بمشيئة الله. اتبع كل من بايزيد البيسطامي والحاكم الترمذي وجنيد هذه الثلاثية. بينما أضاف الخراز «طبيعة الإنسانية» كمرتبة بين النفس والقلب.
في نفس الوقت تقريبًا، رأى النوري في الإنسان أربعة جوانب مختلفة من القلب، والتي استمدها من القرآن:
الصدر مرتبط بالإسلام (الزمر 23)؛ القلب هو مقر الإيمان (الحجرات 7)، والفؤاد مرتبط بالمعرفة (النجم 11)؛ واللب هو مقعد التوحيد (أل عمران 190).
غالبًا ما يضيف الصوفيون عنصر السر، الجزء الأعمق من القلب الذي يختبر فيه الوحي الإلهي. قدم جعفر، في مقارنة مثيرة للاهتمام، العقل، باعتباره الحاجز بين نفس والقلب - «الحاجز الذي لا يستطيع كلاهما تجاوزه» (الرحمن 20)، بحيث لا يمكن للغرائز السفلية المظلمة تعريض صفاء القلب للخطر. كل مركز من هذه المراكز الروحية له وظائفه الخاصة، وقد لخص عمر المكي بعض الأفكار الصوفية المبكرة في أسطورة:

## النفس
«نفس» (الذات أو الأنا) هو جانب من جوانب النفس التي يمكن عرضها على طول سلسلة متصلة، ولديه القدرة على العمل من الإجمالي إلى الأعلى. تشير الذات في أدنى مستوياتها إلى سماتنا واتجاهاتنا السلبية، التي تتحكم فيها العواطف والرغبات وإشباعها. علم النفس السوي يحدد سبعة مستويات من نفس، والتي تم تحديدها في القرآن  تعتمد عملية النمو على العمل من خلال هذه المستويات. هذه هي: النفس الاستبدادية، النفس المؤسفة، النفس الملهمة، النفس المطمئنة، النفس السعيدة، النفس السارة والنفس الخالصة. 

## القلب
في علم النفس الصوفي يشير القلب إلى القلب الروحي وليس الجهاز البدني. هذا هو القلب الروحي الذي يحتوي على أعمق ذكاء وحكمة. يحمل الشرارة الإلهية أو الروح وهو مكان الغنوص والمعرفة الروحية العميقة. في التصو، الهدف هو تطوير قلب مخلص ومحب وعطوف، وتطوير ذكاء القلب، الذي هو أعمق وأكثر أساسًا من الذكاء العقلاني المجرد للعقل. مثلما يمد القلب المادي الدم للجسم فإن القلب الروحي يغذي الروح بالحكمة والنور الروحي، كما ينقي الصفات الشخصية الجسيمة. وفقًا لعواطف علم النفس العنيدة فهي من النفس، وليس من القلب. يتوسط القلب بين النفوس والروح. مهمتها هي السيطرة على نفس وتوجيه الرجل نحو الروح.

## الروح
الروح هي في اتصال مباشر مع الله، ولو كان فاقدا للوعي في هذا الصدد. الروح لها سبعة مستويات أو جوانب من الروح الكاملة. هذه المستويات هي: المعادن والخضروات والحيوان والشخصية والبشرية والسرية وسر النفوس السرية. يمثل كل مستوى مراحل التطور، والعملية التي يمر بها في نموه. الروح الشمولية، وتمتد إلى جميع جوانب الشخص، أي الجسد والعقل والروح. كل مستوى من الروح لديه مواهب ونقاط قوة قيمة، وكذلك نقاط ضعف. الهدف هو تطوير نقاط القوة وتحقيق التوازن بين هذه المستويات، وليس ترك المستويات الدنيا للتركيز فقط على المستويات العليا. في علم النفس التقليدي، علم النفس الأنا يتعامل مع روح الحيوان، علم النفس السلوكي يركز على سير مشروط للنفس النباتية والحيوانية، علم النفس الإدراكي يتناول الوظائف العقلية للروح الشخصية، علم النفس الإنساني يتناول أنشطة النفس البشرية وعبر الشخصية يتعامل علم النفس مع الوعي الأنا الذي يتجاوز الروح السرية وسر النفوس السرية.
الروح تتجاوز عالم الخلق. إنه مرتبط مباشرة بـ عالم اللاهوت (وحدة الصفات والأسماء) التي هي من أمر الله، وبالتالي فإن الروح يعرف بالفعل كل شيء بما في ذلك مصدره.

## السعادة في الصوفية
تطمح الصوفية تطمح تطوير القلب الناعم، والشعور، والرحمة. التفهم من خلال «ذكاء القلب» متفوق على الفهم من خلال ذكاء الرأس. في الواقع، فإن ذكاء القلب هو الأداة الوحيدة التي يمكن استخدامها لاكتشاف الحقيقة المطلقة. بالنسبة للصوفيين، السبب محدود بطرق عديدة ولا يمكن أن يتجاوز حدوده المتأصلة. على وجه الخصوص، عندما ينكر العقل المعرفة البديهية و «يعمى عين القلب»، يصبح هدفًا للنقد القوي من الصوفية. هذا يتناقض تناقضا صارخا مع التركيز الغربي المعاصر على التفكير المنطقي باعتباره أعلى هيئة بشرية، والتي يجب أن تحكم الشخصية بأكملها. على هذا الأساس، لا يمكن تحقيق السعادة عن طريق العقل والفكر، بل يتم السعي وراء السعادة عبر الحدس والتجربة الصوفية. مفهوم آخر مهم في الصوفية هو الأنا (النف). الأنا هي جزء من نفسنا التي تقودنا باستمرار على الطريق الروحي، وهو جزء من النفس الذي يطلب منا أن نفعل الشر. يمكن أن تعيق الأنا تحقيق الإمكانات الروحية للقلب إذا لم تتحكم فيها الجوانب الإلهية للشخصية. لتحقيق سعادة أصيلة، ينبغي أن تقاتل الأنا بنشاط طوال الحياة. حالة السعادة القصوى للصوفية هي إبادة الذات الفردية. تشير هذه الحالة إلى تدمير الذات الفردية لتصبح واحدة مع الكائن الإلهي. 

## الغزالي
كان الغزالي (1058-1111) من أكثر علماء النفس الصوفيين نفوذاً. وناقش مفهوم الذات وأسباب البؤس والسعادة.

## روابط خارجية
- جمعية علم النفس الصوفي
- منتدى علم النفس الصوفية نسخة محفوظة 15 أبريل 2021 على موقع واي باك مشين.
- 40 يوم خيمياء برنامج الهدوء نسخة محفوظة 12 أكتوبر 2019 على موقع واي باك مشين.